# Comuna Suhîi Ielaneț, Nova Odesa
Suhîi Ielaneț (în ucraineană Сухий Єланець) este o comună în raionul Nova Odesa, regiunea Mîkolaiiv, Ucraina, formată din satele Suhîi Ielaneț (reședința) și Suvorovka.

## Demografie
Componența lingvistică a comunei Suhîi Ielaneț
     Ucraineană (94,58%)
     Rusă (2,96%)
     Alte limbi (1,08%)
Conform recensământului din 2001, majoritatea populației comunei Suhîi Ielaneț era vorbitoare de ucraineană (94,58%), existând în minoritate și vorbitori de rusă (2,96%) și armeană (1,3%).